# Pintor de Quelis

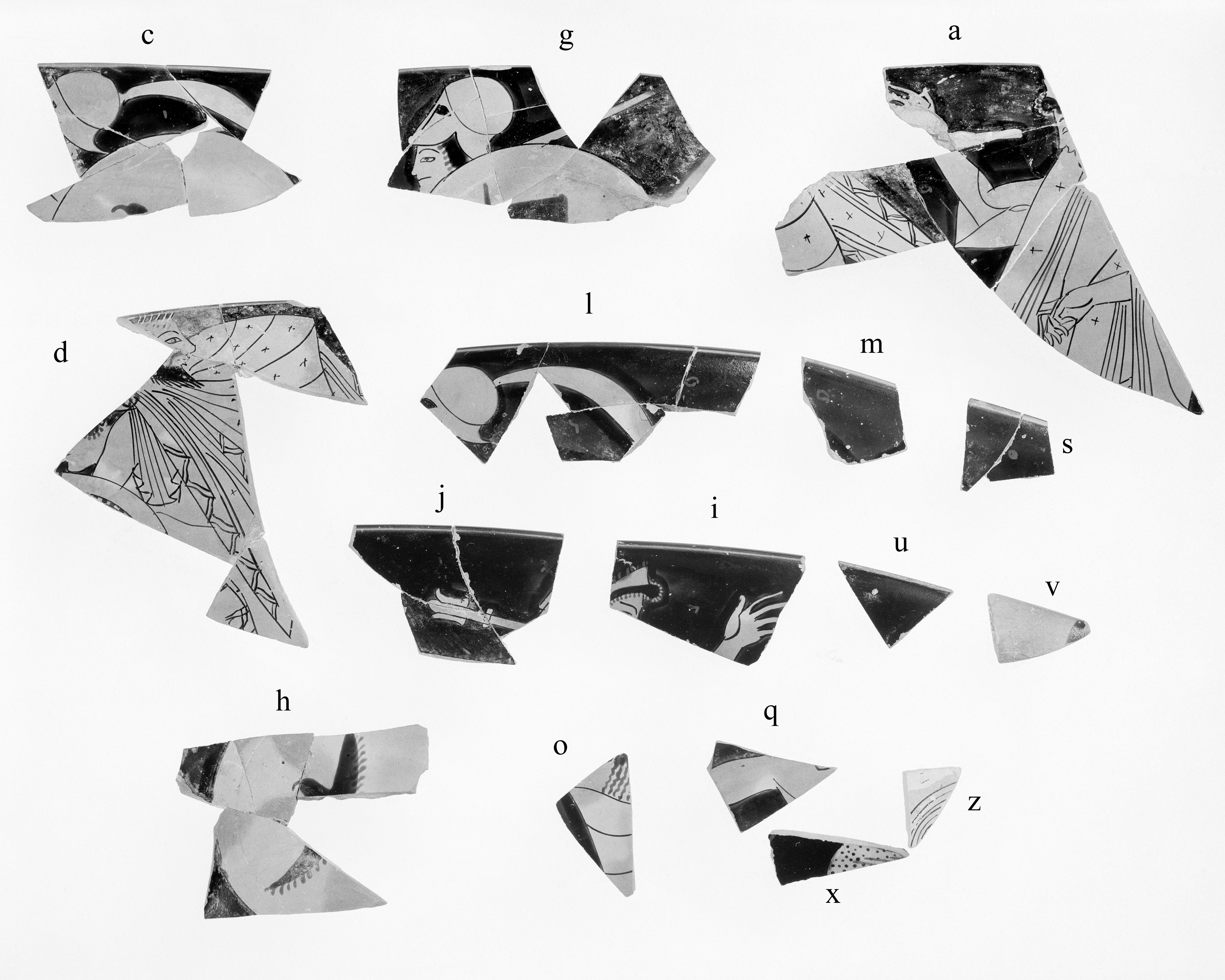
Fragmentos de un kílix del Pintor de Quelis que representa la caída de Troya: Creúsa, Eneas, que llevarona su padre Anquises, y otros troyanos fuera de la ciudad de Troya; circa 500 a. C.

El Pintor de Quelis fue un pintor griego de vasos que trabajó en Atenas a finales del siglo VI a. C.
Fue uno de los primeros pintores de kílices de figuras rojas. Se estima que su período creativo se sitúa entre el 530 y el 500 a. C. El nombre del pintor de Quelis no se ha transmitido, por lo que John Beazley, que reconoció y definió su firma artística dentro del gran cuerpo de cerámica pintada antigua que se ha transmitido, lo distinguió con un nombre convenido. Recibió este nombre convenido de dos vasos con nombre, dos kílices firmados por el alfarero Quelis. Es posible que el Pintor de Quelis y el alfarero Quelis fuerna la misma persona, pero esto no puede decirse sobre la base de las existencia anterior de obras y firmas conocidas, que nunca identificaron a Quelis como pintor. En uno de los dos kílices trabajó con Olto. Se le han atribuido otros vasos y fragmentos.
Copas firmadas por Quelis y decoradas por el pintor de Quelis:
- Múnich,Staatliche Antikensammlungen, número de inventario 2589 [2]
- Nápoles, Museo Arqueológico Nacional, número de inventario 81329 [3]